# White Zombie
White Zombie foi uma banda norte-americana de metal industrial e heavy metal fundada em 1985, na cidade de Nova Iorque, pelo vocalista Rob Zombie e pela baixista Sean Yseult.
Inicialmente, eram uma banda de noise rock, entretanto se popularizaram ao guiarem sua sonoridade, mais tarde, para o gênero heavy metal. Possuiam uma musicalidade inovadora à época, combinando os intensos riffs do heavy metal com as sobrecarregadas letras que eram fortemente influenciadas por filmes de terror e estéticas satânicas.
Ao contrário de outras bandas de heavy metal dos anos 90, White Zombie foi quase exclusivamente uma banda "fantasiosa", escrevendo músicas, não só sobre a vida real, mas sobre fantasias surreais que quase sempre envolviam o gênero terror.
As músicas de White Zombie são bastante influenciadas culturamente, na maioria das vezes fazendo referência a histórias em quadrinhos, obras literárias de ficção científica, filmes e séries americanas, bem como os "filmes B" do conceituado diretor norte-americano Roger Corman.

## História
A banda atingiu seu auge em meados da década de 90, coincidindo com outros grupos  de influências semelhantes, como Monster Magnet e Marilyn Manson.
A banda se separou oficialmente em 1998, e no mesmo ano o vocalista e co-fundador Rob Zombie iniciou sua carreira solo com o álbum Hellbilly Deluxe. A baixista e co-fundadora Sean Yseult, também em 1998, fundou a banda Famous Monsters, estreando com o álbum In the night!!!.
Em 2000, foram incluídos na lista das 100 Maiores Bandas de Rock de Todos os Tempos feita pelo canal de televisão VH1 ficando na 56° posição.

## Participações
White Zombie fez uma participação especial no filme Airheads, de 1994. A música "Electric Head, Part 1 (the Agony)", do álbum Supersexy Swingin' Sounds, é usada como vinheta de abertura do programa CQC da Rede Bandeirantes. A música "More Human than Human" faz parte da trilha sonora do filme Can't Hardly Wait e do jogo eletrônico Tony Hawk's Downhill Jam. As músicas "Thunder Kiss '65" e "Black Sunhine" fazem parte da trilha sonora dos jogos eletrônicos Guitar Hero e Guitar Hero III: Legends of Rock, respectivamente. A música "I'm Your Boogie Man" foi regravada pela banda em 1996 para o filme O Corvo: A Cidade dos Anjos, além de outras diversas participações em trilhas sonaras de filmes e outras mídias.

## Integrantes
| Última formação - Rob Zombie – vocal (1985–1998) - Sean Yseult – baixo (1985–1998) - Jay Yuenger – guitarra (1989–1998) - John Tempesta – bateria, percussão (1994–1998) | Integrantes anteriores - Ena Kostabi – guitarra (1985–1986) - Peter Landau – bateria, percussão (1985–1986) - Ivan de Prume – bateria, percussão (1986–1992) - Tim Jeffs – guitarra (1986) - Tom Guay – guitarra (1986–1988) - John Ricci – guitarra (1988–1989) - Phil Buerstatte – bateria, percussão (1992–1994) |

## Discografia

### Álbuns de estúdio
| - Soul-Crusher (1987) - Make Them Die Slowly (1989) - La Sexorcisto: Devil Music Volume One (1992) - Astro Creep: 2000 (1995) - Supersexy Swingin' Sounds (1996) - 20th Century Masters – The Millennium Collection: The Best of Rob Zombie (2006) - Let Sleeping Corpses Lie (2008) - Gods on Voodoo Moon (1985) - Pig Heaven (1986) - Psycho-Head Blowout (1987) - God of Thunder (1989) - Zombie Kiss (1990) - Nightcrawlers: The KMFDM Remixes (1992) | - "Thunder Kiss '65" (1993) - "I Am Hell" (1993) - "Black Sunshine"(1994) - "Children of the Grave" (1994) - "Feed the Gods" (1994) - "Electric Head Part 2 (The Ecstasy)" (1994) - "More Human than Human" (1995) - "Real Solution #9" (1995) - "Super-Charger Heaven" (1996) - "The One" (1996) - "I'm Your Boogieman" (1996) - "Ratfinks, Suicide Tanks and Cannibal Girls" (1996) - Super-Charger Hell (2000) |

## Videografia

### Álbuns de vídeo
- Rio 1996 (1996) (Não oficial)
- Thrilling Chilling World of White Zombie (1997)

### Videoclipes
- "Thunder Kiss '65"
- "Black Sunshine"
- "Electric Head Part. 2 (The Ecstasy)"
- "More Human than Human"
- "Welcome to Planet M.F."